# アレクサンドル・ミシュルキン
アレクサンドル・アレクサンドロヴィチ・ミシュルキン（ロシア語: Aлександр Aлександрович Мисуркин、1977年9月23日-）は、ロシア空軍の少佐、ロシアの宇宙飛行士である。通称「サシャ」。

## 家族
ミシュルキンはオルガ・アナトリエヴナ・ミシュルキナと結婚しており、2人の子供を持つ。彼の両親、リュドミラ・ゲオルギエヴナとアレクサンドル・ミハイロヴィチ・ミシュルキンは、ロシアのオリョールに住んでいる。

## 教育
1994年、ミシュルキンはオリョールの専門学校を卒業した。その後、Kacha Higher Military Aviation School of Pilotsに入学し、1998年9月まで在籍した。アルマヴィル軍事航空研究所でパイロットとしての訓練を続け、1999年10月にパイロットエンジニアとして卒業した。

## 宇宙飛行士として
2006年10月、ミシュルキンは宇宙飛行士候補として承認され、ガガーリン宇宙飛行士訓練センターの宇宙飛行士隊に入隊した。その後2007年2月から2009年6月までガガーリン宇宙飛行士訓練センターで基礎訓練を受け、2009年6月2日に修了し、同年6月9日にテスト宇宙飛行士の資格を得た。
2009年8月から2011年2月まで、ミシュルキンは国際宇宙ステーション（ISS）プログラムを専門とする高度なトレーニングを受けた。2011年1月から、彼は第33・34次長期滞在のバックアップクルーのフライトエンジニアとして訓練を受けた。
2014年、彼は欧州宇宙機関のミッションであるESA CAVESに参加した。

### 第35/36次長期滞在
ミシュルキンは、2013年3月28日に打ち上げられたソユーズTMA-08MでISSに向かった。これは、国際宇宙ステーションへの高速ランデブーアプローチを使用した最初の有人飛行で、これまで2日かかっていたのに対し、6時間以内でISSに到着した。ミシュルキンは第35次長期滞在のメンバーとなった。

### 第53/54次長期滞在
2018年2月2日、ミシュルキンはフライトエンジニアのアントン・シュカプレロフとともに、高利得通信アンテナの古い電子機器ボックスを交換するために、ISSの船外で8時間13分の船外活動に参加した。この2人はロシアの宇宙飛行士として最も長い船外活動時間の記録を樹立した。

### ソユーズMS-20
2021年12月、ミシュルキンはソユーズ史上初の完全商業宇宙飛行であるソユーズMS-20のコマンダーとなり、前澤友作と平野陽三を国際宇宙ステーションに運び、12日間滞在した。3人は同年12月20日に無事に着陸した。